# Marguerite Charpentier
Pour les articles homonymes, voir Marguerite Charpentier (logement social) et Charpentier (homonymie).
Marguerite Charpentier (1er mars 1848 - 30 novembre 1904) est une salonnière et collectionneuse d'art française. Elle est l'une des premières promotrices des impressionnistes, en particulier d'Auguste Renoir. 

## Biographie

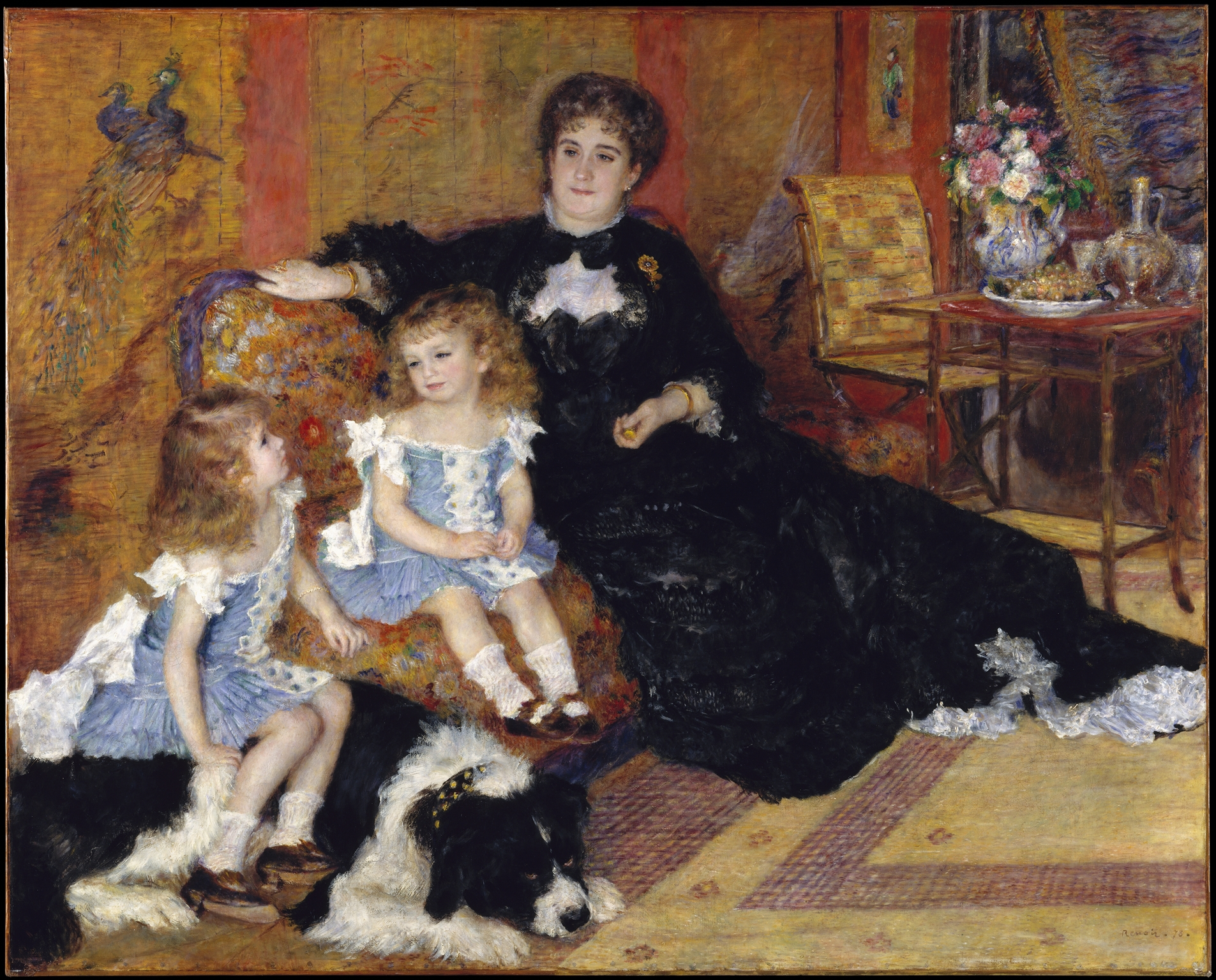
Auguste Renoir, Madame Charpentier et ses enfants, 1878. Les enfants de ce tableau sont Georgette et Paul.

Marguerite Louise Lemonnier est née à Paris d'Alexandre-Gabriel Lemonnier, joaillier de la cour, et de Sophie Raymonde Duchâtenet. En 1871, elle épousa l'éditeur Georges Charpentier dont elle eut quatre enfants : Georgette (1872-1945, épouse d'Abel Hermant), Marcel (1874-1876), Paul (1875-1895) et Jeanne (1880-1940). 
Tous les vendredis, du milieu des années 1870 au début des années 1890, Mme》Charpentier  tient chez elle un salon où elle invite des écrivains, des artistes, des musiciens, des acteurs et des politiciens. Parmi les participants, il y avait des écrivains représentés par son mari, dont Gustave Flaubert, Alphonse Daudet, Guy de Maupassant, Théodore de Banville, Joris-Karl Huysmans et Émile Zola. Les artistes invités vont des réalistes traditionnels comme Carolus-Duran et Jean-Jacques Henner aux impressionnistes comme Édouard Manet, Claude Monet, Edgar Degas, Alfred Sisley, Gustave Caillebotte et Auguste Renoir. Parmi les autres visiteurs figurent le critique d'art Théodore Duret, les collectionneurs Charles Ephrussi, Charles Deudon et Paul Bérard, les compositeurs Camille Saint-Saëns et Jules Massenet ou encore l'actrice Sarah Bernhardt. 
Les Charpentier ont amassé une petite mais importante collection de peintures, principalement des œuvres des peintres impressionnistes français. En 1875, Marguerite acquiert trois tableaux de Renoir, ce qui en fait l'une des toutes premières collectionneuses d'art à acheter des œuvres impressionnistes . Renoir a exécuté une demi-douzaine de commandes de portraits de Marguerite et de sa famille et s'est même décrit à un moment donné comme le « peintre privé » des Charpentier. Son portrait de Mme Charpentier et de deux de ses enfants a été acclamé au Salon de Paris de 1879; l'écrivain Marcel Proust y fait référence dans le dernier volume d'À la recherche du temps perdu .
Au début des années 1880, la maison d'édition de son mari rencontre des difficultés financières, et les Charpentier sont obligés de vendre une partie de leur collection d'art. 
Après la mort, à l’âge de 28 jours, le 20 janvier 1890, de son petit-fils, Marcel Jean-Georges Abel Hermant, Marguerite Charpentier fonda la pouponnière de Porchefontaine avec le dessein de lutter contre la mortalité infantile. 
Après la mort de Marguerite, en 1904, et de Georges, en 1905, leurs enfants mettent aux enchères le reste des tableaux de la collection. Certains d'entre eux se trouvent maintenant dans de grands musées, dont le Musée d'Orsay et le Metropolitan Museum of Art.

## Œuvres de la collection Charpentier

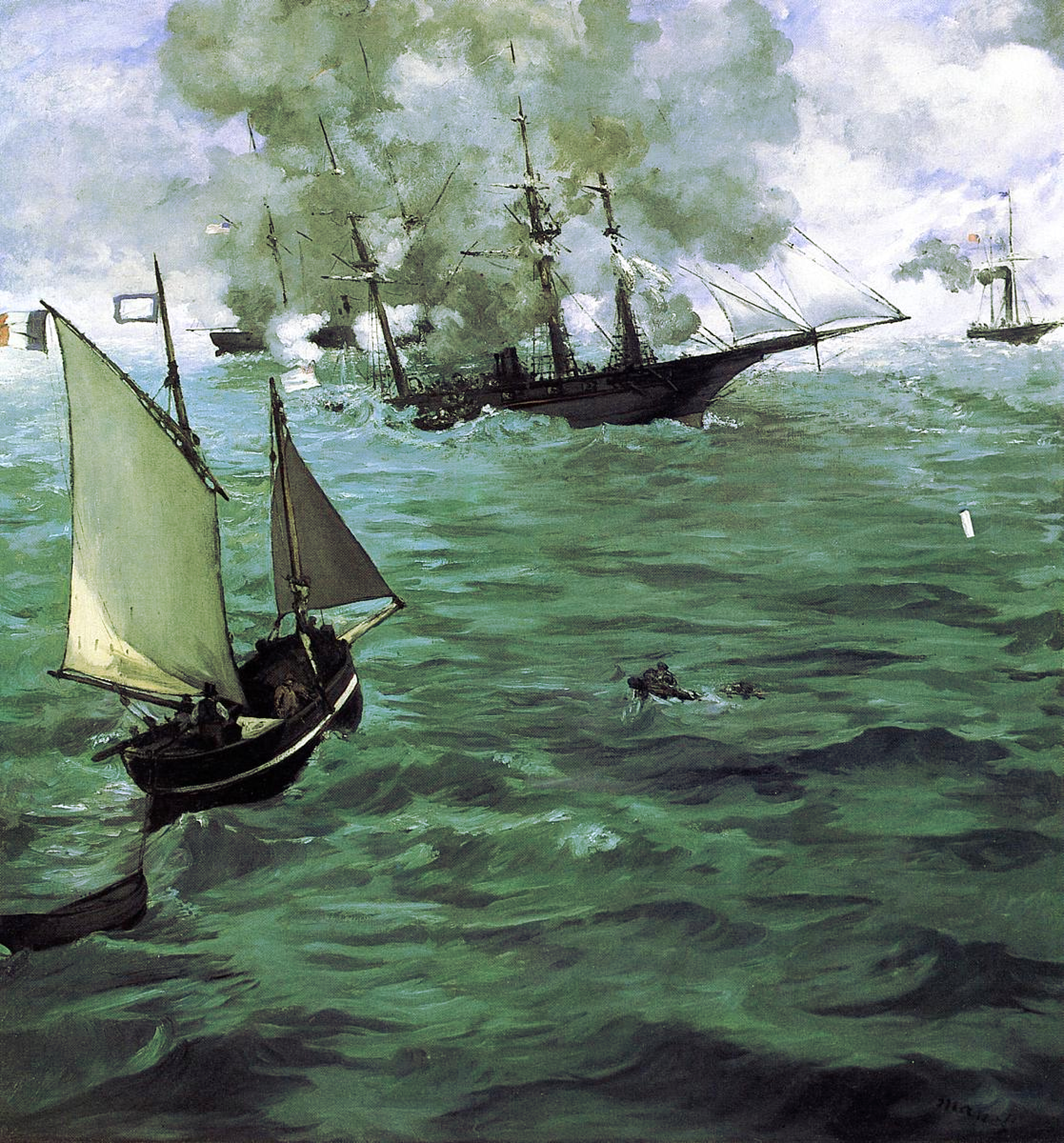
Le Combat du Kearsarge et de l'Alabama, Édouard Manet, 1865
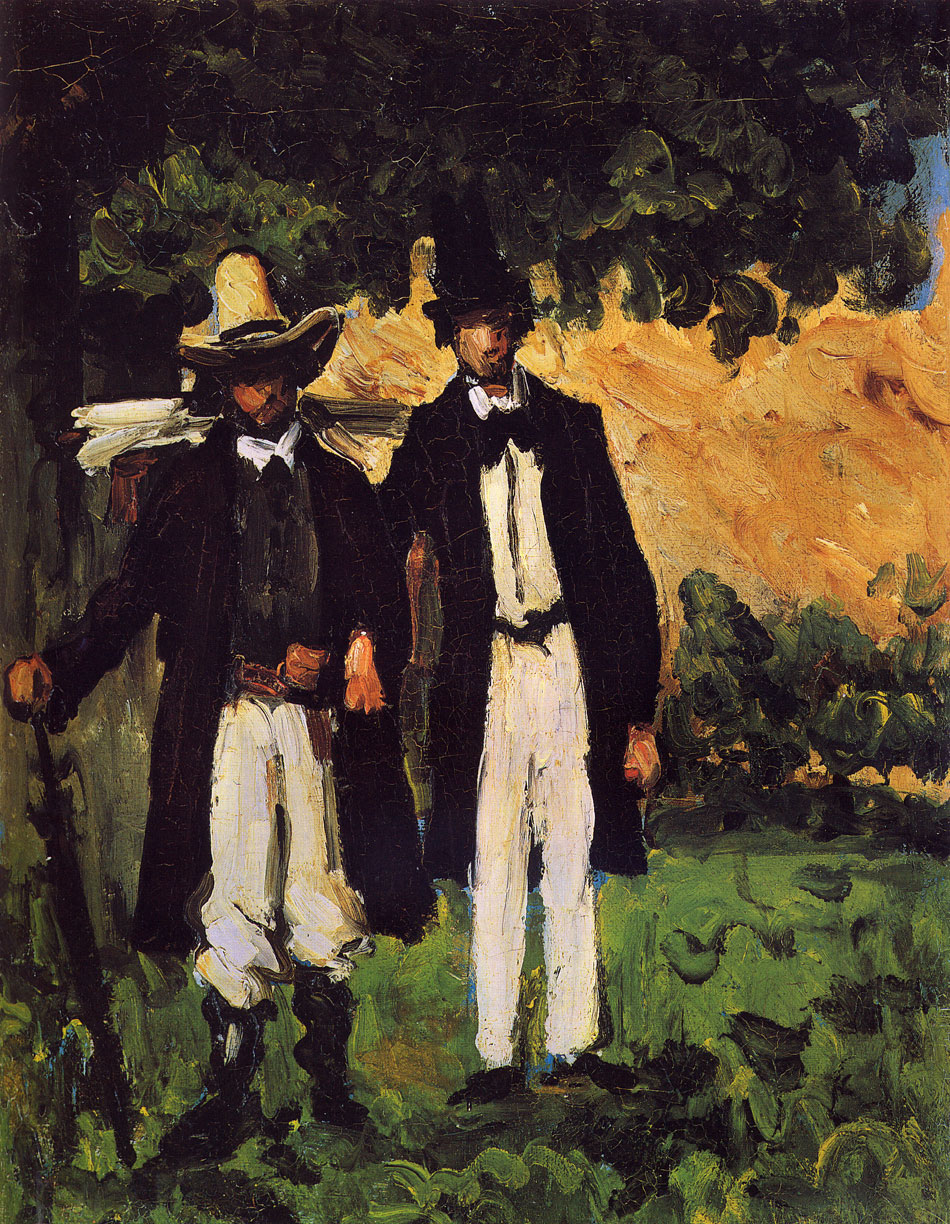
Marion et Valabrègue partant pour le motif, Paul Cézanne, 1866
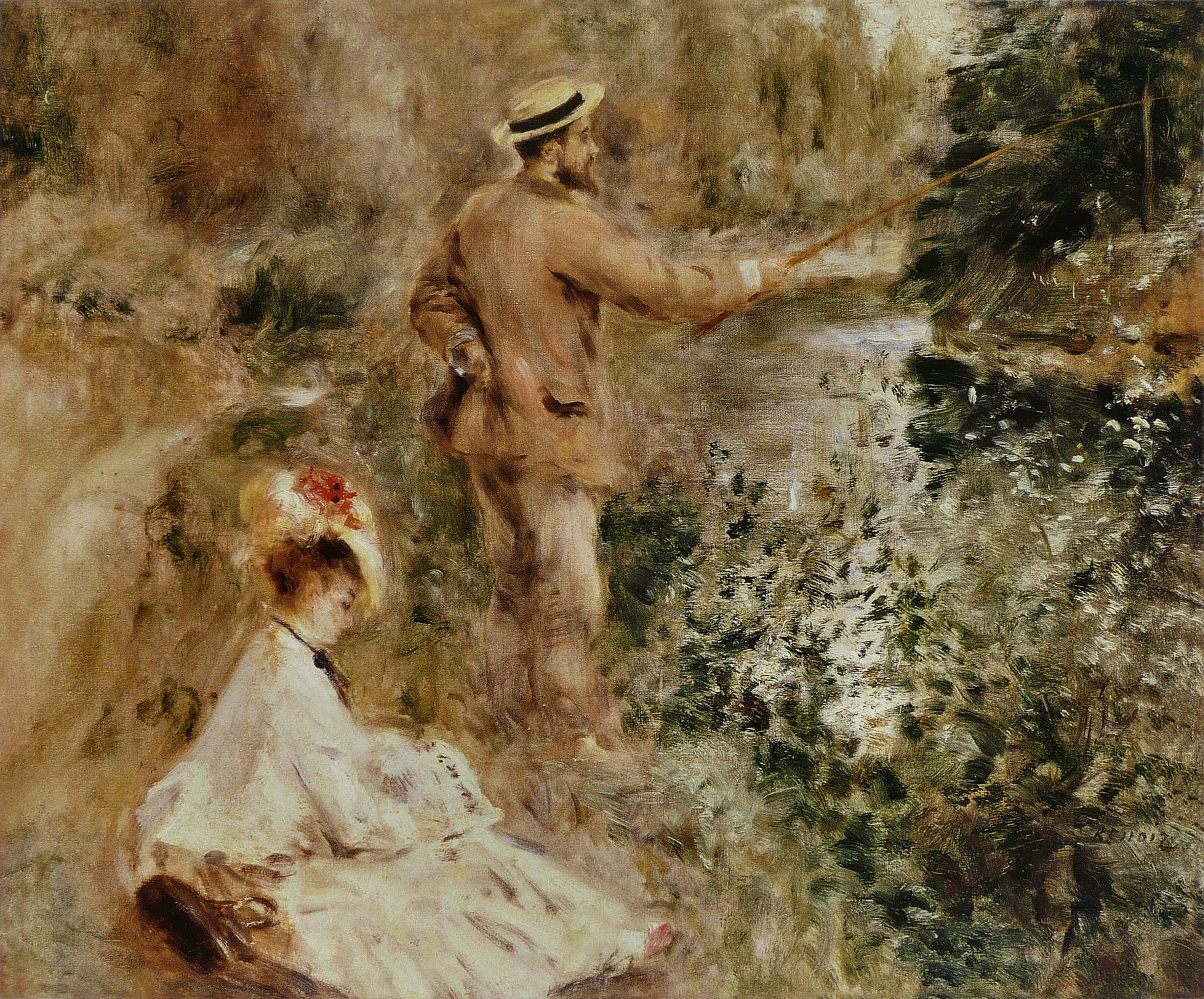
Le Pêcheur à la ligne, Auguste Renoir, 1874
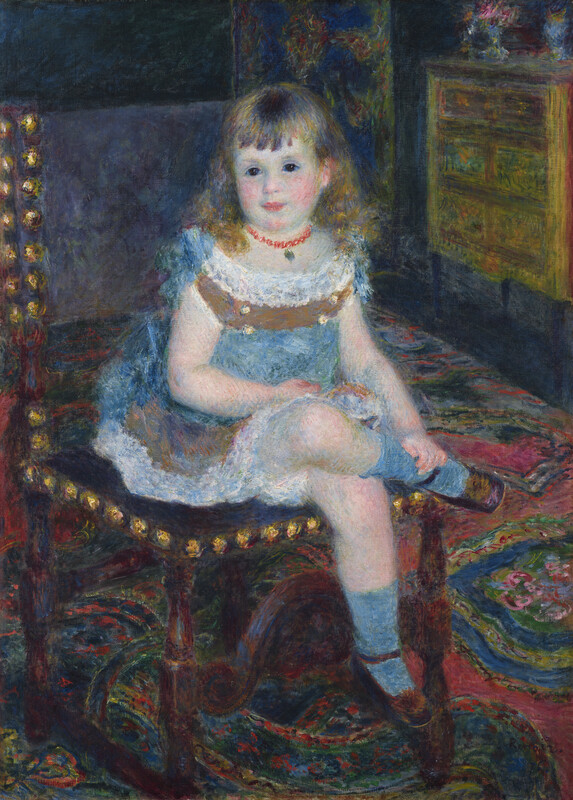
Mademoiselle Georgette Charpentier assise, Auguste Renoir, 1876
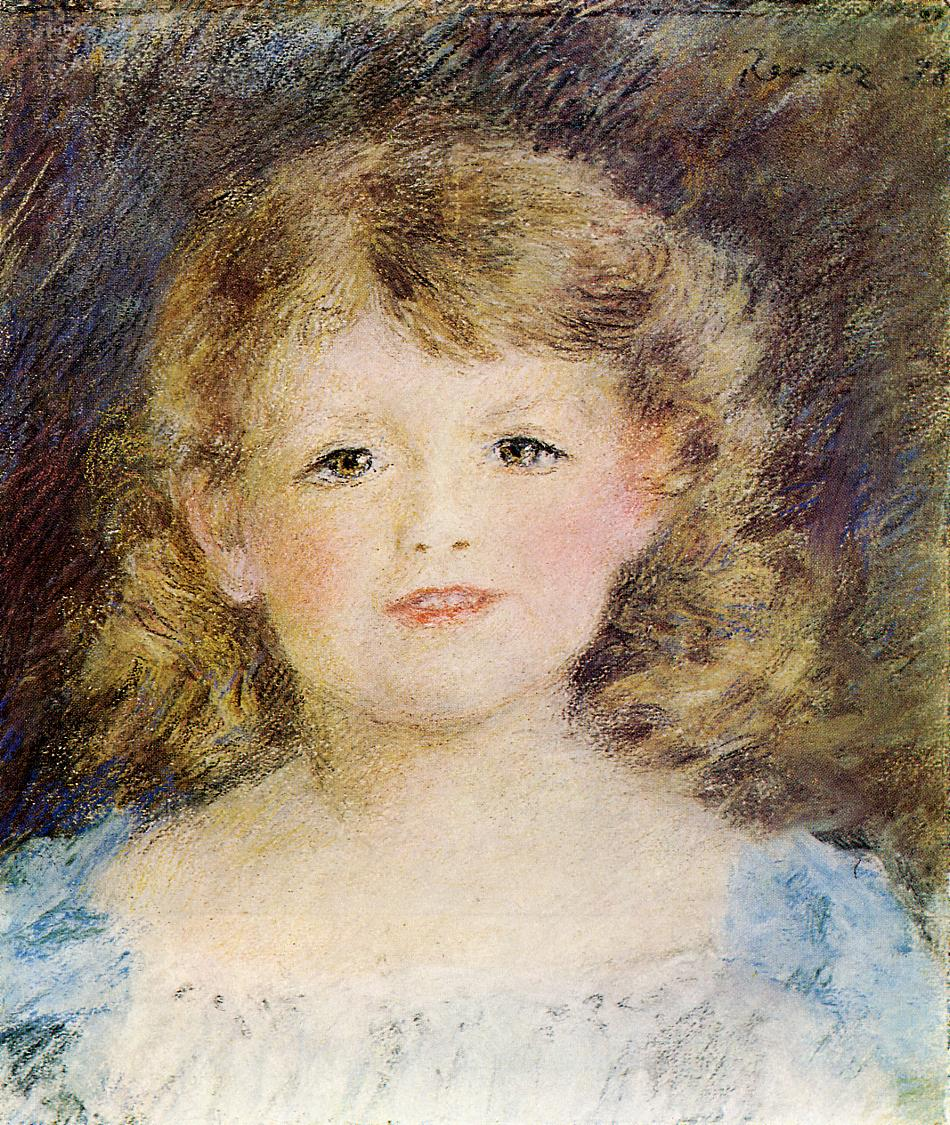
Paul Charpentier, Auguste Renoir, 1877
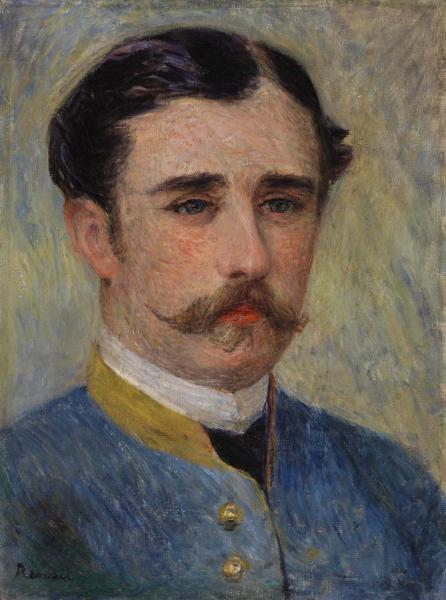
Portrait d'un homme (M. Charpentier), Auguste Renoir, 1878
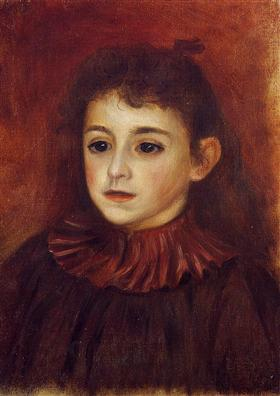
Mademoiselle Georgette Charpentier, Auguste Renoir, 1878
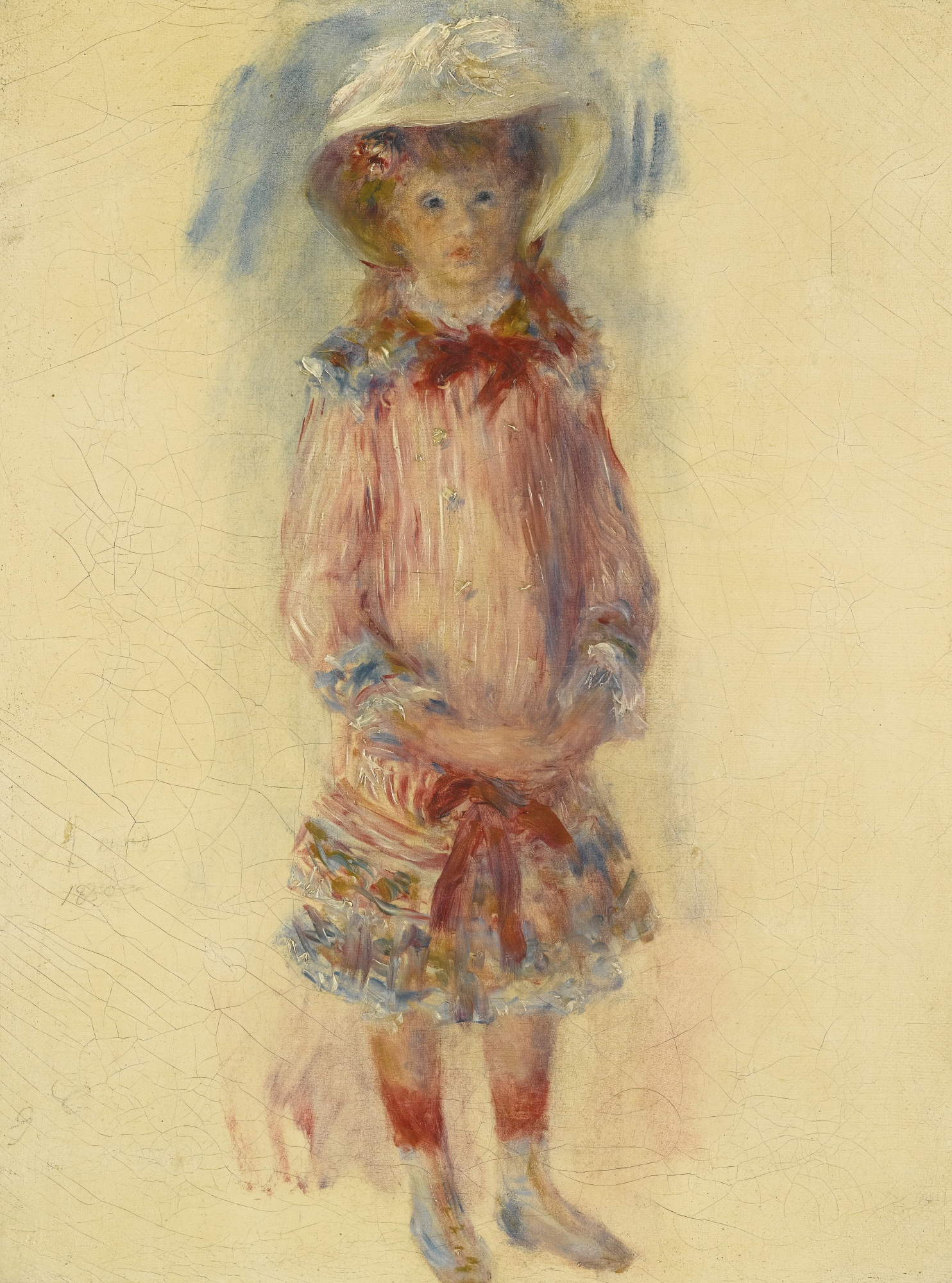
Georgette Charpentier debout, Auguste Renoir, 1880
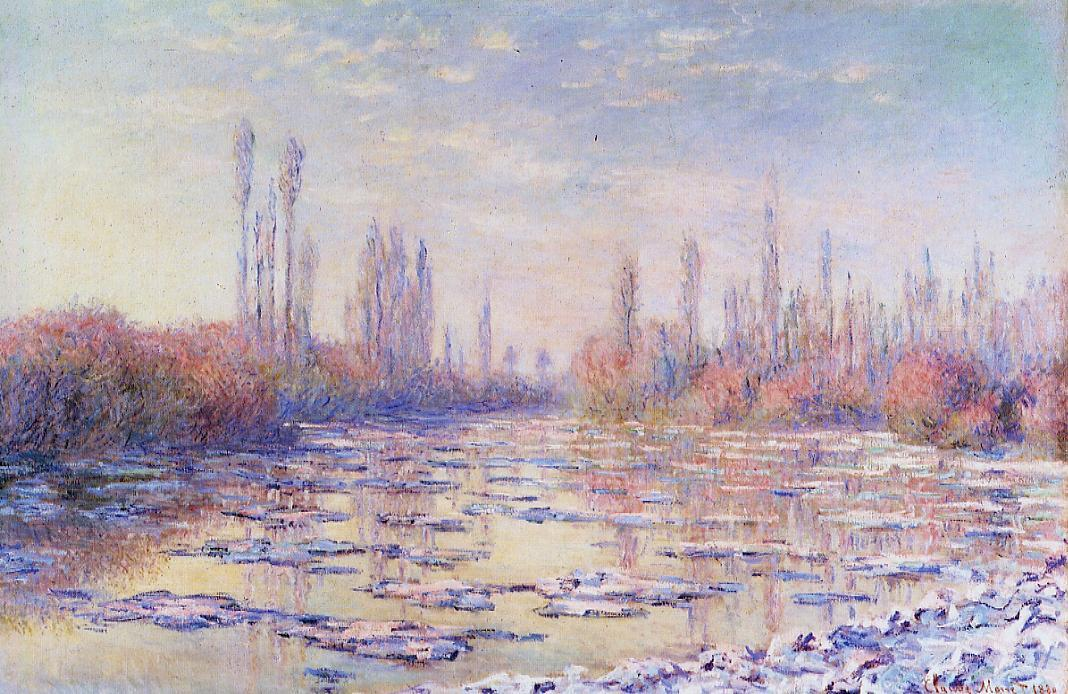
Les Glaçons, Claude Monet, 1880

## Sources
- Distel, Anne. Impressionnisme : les premiers collectionneurs. New York : Abrams, 1990.  (ISBN 0-8109-3160-5)    .
- de Goncourt, Edmond. Journal des Goncourt, vol. 5 (1872–1877). Paris : Bibliothèque-Charpentier, 1891.
- Kostenewitsch, Albert. Aus der Eremitage: verschollene Meisterwerke deutscher Privatsammlungen. Munich : Kindler, 1995.  (ISBN 3-463-40278-5).
- McQuillan, Melissa. Porträtmalerei der französischen Impressionisten. Rosenheim : Rosenheimer Verlagshaus, 1986.  (ISBN 3-475-52508-9).
- Proust, Marcel. Le Temps Retrouvé. Paris : Gallimard, 1927.
- Robida, Michel. Le Salon Charpentier et les impressionnistes. Paris: Bibliothèque des arts, 1958.